# Engie
Die Engie SA [ˈɛndʒi] (bis 2015: GDF Suez) mit Sitz in La Défense bei Paris ist ein börsennotierter Energieversorgungskonzern. Der Konzern entstand im Juli 2008 aus der Fusion des mehrheitlich in staatlicher Hand befindlichen Gasversorgers Gaz de France (GDF) und des Mischkonzerns Suez, der über die belgische Tochter Electrabel bedeutende Stellungen in der Energieversorgung hatte. Der französische Staat hält 24,1 Prozent der Anteile an Engie. In Deutschland ist die Gruppe über Engie Deutschland AG mit Sitz in Berlin tätig.

## Geschichte

### Suez
Vorgänger und Namensgeber ist die 1858 von Ferdinand de Lesseps gegründete Compagnie universelle du canal maritime de Suez zum Bau und Betrieb des Sueskanals. Der Kanal wurde 1869 eingeweiht. 1956 verstaatlichte Gamal Abdel Nasser den Kanal und entschädigte die Gesellschaft. Nach dem politisch gescheiterten britisch-französischen Versuch, den Sueskanal militärisch zurückzugewinnen (Sueskrise), wurde 1958 das Unternehmen in Compagnie financière de Suez umbenannt und konzentrierte sich auf eine Vielzahl von Beteiligungen und Investitionen in verschiedenen Branchen. 1959 gründete es die Banque de la Compagnie Financière de Suez, die 1966 in Banque de Suez et de l’union des mines umbenannt wurde. 1974 fusionierte die Banque de Suez mit der Banque de l’Indochine zur Banque Indosuez. Nach dem Wahlsieg François Mitterrands im Mai 1981 wurde im Februar 1982 die Compagnie financière de Suez verstaatlicht; 1987 wurde sie reprivatisiert.
1989 übernahm Suez die traditionsreiche Société Générale de Belgique (nicht mit der französischen Bank Société Générale zu verwechseln), die größte belgische Industrieholding, die über weitverzweigte Beteiligungen in Industrie, Banken und Versicherungen verfügte. 1990 erhielt das Unternehmen den Namen Compagnie de Suez.

### Fusion mit Lyonnaise des Eaux
1997 fusionierte Suez mit dem führenden französischen Wasserversorger Lyonnaise des Eaux, an dem Suez bereits seit 1967 beteiligt war, zur Suez Lyonnaise des eaux, der Name wurde aber bereits 2001 erneut in Suez geändert.
Lyonnaise des Eaux wurde 1880 aufgrund des enormen Erfolgs der von der französischen Bank Société Générale gegründeten Compagnie Générale des Eaux durch deren Konkurrenten, die Crédit Lyonnais, unter dem Namen La Lyonnaise des eaux et de l’éclairage (dt.: Lyoner Wasser und Beleuchtung) gegründet. Während der ersten Hälfte des 20. Jahrhunderts hatte sich dieses Unternehmen als ein wichtiger Versorger auf dem Gebiet Wasser, Gas und Elektrizität in Frankreich entwickelt. Auch in Nordafrika (Marokko, Tunesien), Zentralafrika (Togo, Kongo) und im Pazifik (Neu-Kaledonien) entwickelte Lyonnais Aktivitäten. Mit der Verstaatlichung von Gas (Gaz de France) und Elektrizität (Électricité de France) in Frankreich 1946 wechselte das Unternehmen seinen Namen in Lyonnaise des eaux und verstärkte seine Position auf dem Gebiet der Wasserversorgung 1972 durch die Akquisition von Degrémont. Es erweiterte seine Geschäftsaktivitäten auf die Bereiche Heizung und Bestattungsdienste.
In den 1980er und 1990er Jahren weitete Lyonnaise des Eaux die wirtschaftlichen Aktivitäten auf Großbritannien, Spanien und die USA aus. Zuletzt engagierte sich Lyonnaise des Eaux auf dem Sektor audiovisueller Kommunikation und gründete 1986 die Kabelfernsehgesellschaft Lyonnaise communications. 1987 übernahm das Unternehmen eine Beteiligung an dem privaten Fernsehkanal Métropole Télévision (M6). 1990 fusionierte Lyonnaise mit Dumez, stieß 1996 alle Beteiligungen im Bestattungsbereich ab und erwarb 16 weitere Kabelkanäle, womit Lyonnaise zum größten französischen Kabelfernseh-Anbieter wuchs.

### Entwicklung seit der Fusion mit Lyonnaise des Eaux
2004 bestanden die Hauptaktivitäten von Suez in der Energieversorgung (Tractebel mit einem beherrschenden Anteil beim belgischen Versorger Electrabel), der Wasserversorgung und Abfallwirtschaft (Ondeo, Lyonnaise des eaux, Degrémont, Sita). Vor dem Hintergrund der desaströsen Entwicklung seines früheren Konkurrenten im Wasser- und Mediensektor, Vivendi Universal, erklärte Suez im Januar 2003 seine Absicht, sich von seinem Medienbesitz zu trennen. Dies begann bereits 2002 mit dem Verkauf seiner Anteile an TPS und konkretisierte sich 2004 mit dem Rückzug bei dem Sendern M6 und Paris Première, und dem Kabelbetreiber Noos. 2005 wurde die Mehrheit bei Electrabel übernommen.

### Fusion von Suez mit GDF

Logo bis 24. April 2015

Um ein mögliches feindliches Übernahmeangebot des italienischen Stromversorgers Enel abzuwehren, gab der französische Premierminister Dominique de Villepin im Februar 2006 die Fusion von Suez mit Gaz de France bekannt, wodurch der neue Konzern das weltgrößte Unternehmen auf dem Gebiet für verflüssigtes Erdgas (LNG) wurde. Der französische Staat sollte direkt mit 35-Prozent-Anteil Hauptaktionär des fusionierten Gesamtkonzerns bleiben. Die Fusion wurde im Juli 2008 vollzogen. Im Rahmen dieser Fusion wurde außerdem die Mehrheit des Bereiches Suez Environnement an die Börse gebracht. Suez Environnement hält die gesamten Wasser- und Abfallaktivitäten der ehemaligen Suez-Gruppe. GDF Suez hielt nach dem Börsengang weiterhin einen Anteil von 35 % an Suez Environnement. Nach der Fusion konnte der Umsatz auf 83 Milliarden Euro (plus 17 %) und der Gewinn (EBITDA) um 11 % auf 13,9 Milliarden Euro gesteigert werden. Das Unternehmen beabsichtigte den Anteil der Atomkraft an der Energieproduktion des Konzerns auf 20 % auszubauen.

### Seit der Fusion
Der britische Stromkonzern International Power wurde am 10. August 2010 für etwa sechs Milliarden Euro übernommen.
Am 24. April 2015 teilte der Konzern mit, sich ab sofort in Engie umzubenennen. Der Umweltbereich (Wasser- und Abfallwirtschaft), der 2008 unter Suez Environnement an die Börse gebracht worden war, hat 2015 den Namen Suez übernommen; Engie hält weiterhin ein bedeutendes Minderheitspaket (32 % im Oktober 2019).

## Kraftwerke
Engie betreibt weltweit ein diversifiziertes Kraftwerksportfolio mit Fokus auf Erdgas, Wasserkraft, Windkraft und zunehmend Solarenergie. Seit 2016 verfolgt der Konzern das Ziel, seine kohlenstoffarmen Kapazitäten deutlich auszubauen und kohlebasierte Kraftwerke schrittweise zu reduzieren oder zu veräußern.
Laut dem Integrated Report 2023 teilt sich die weltweite installierte Erzeugungskapazität von Engie folgendermaßen auf:
- Erdgas: 42 %
- Erneuerbare Energie (Wasser, Wind, Solar): 37 %
- Speichertechnologien (inkl. Pumpspeicher): 6 %
- Andere konventionelle Quellen: 7 %
- Kernkraft: 5 %
- Kohle: 3 %

### Ausgewählte Kraftwerke
| Name                     | Land        | Typ                       | Brennstoff | Nettoleistung (MW) | Status                       |
| ------------------------ | ----------- | ------------------------- | ---------- | ------------------ | ---------------------------- |
| Kraftwerk Wilhelmshaven  | Deutschland | Steinkohlekraftwerk       | Kohle      | 800                | In Betrieb seit 2015         |
| Kraftwerksgruppe Pfreimd | Deutschland | Pumpspeicher & Laufwasser | Wasser     | ~130               | In Betrieb                   |
| Jirau-Wasserkraftwerk    | Brasilien   | Laufwasserkraftwerk       | Wasser     | 3.750              | In Betrieb                   |
| Kathu Solar Park         | Südafrika   | Solarthermie              | Solar      | 100                | In Betrieb seit 2019         |
| Ras Laffan C             | Katar       | GuD-Kraftwerk             | Erdgas     | 2.730              | In Betrieb, Anteil Engie 8 % |
| Windpark Helmstadt       | Deutschland | Windpark                  | Wind       | 12,5               | In Betrieb seit 2012         |

### Weitere Informationen
Engie investiert gezielt in den Ausbau erneuerbarer Energien, insbesondere in Wind- und Solarkraft, sowie in Speicherkapazitäten. Der Konzern strebt bis spätestens 2045 eine vollständige Dekarbonisierung seiner Stromerzeugung an.

## Engie in Deutschland
Die Engie Deutschland AG (vormals GDF Suez Energie Deutschland AG) – die bis Januar 2009 als Electrabel Deutschland AG firmierte – ist der Hauptsitz der Engie-Gruppe in Deutschland mit Sitz in Köln. Seit der Liberalisierung des Energiemarktes in Deutschland 1998 ist das Unternehmen im Vertrieb von Strom, Erdgas, Wärme und Energiedienstleistungen, in der Strom- und Wärmeerzeugung sowie im Handel tätig. Es werden Industriekunden, Weiterverteiler und öffentliche Einrichtungen mit Strom, Gas und Energiedienstleistungen versorgt. Vorstandsvorsitzender der Engie Deutschland AG ist Manfred Schmitz.
Im Jahr 2001 gründete Electrabel zusammen mit den Stadtwerken Saarbrücken die Vertriebsgesellschaft Energie SaarLorLux. Das Unternehmen liefert Strom, Gas und Fernwärme an Haushalts-, Gewerbe- und Industriekunden in der Region Saar-Lor-Lux. Von 2005 bis 2011 führte die GDF SUEZ Saarland GmbH (die bis 2009 als Electrabel Saarland GmbH firmierte) den Betrieb. Im Juli 2011 ging das Kraftwerk Römerbrücke auf die Energie SaarLorLux AG in Saarbrücken über. Im Jahr 2002 hat Electrabel eine Kooperation mit den Stadtwerken Gera geschlossen. Über die Energieversorgung Gera erfolgt der Verkauf von Strom, Wärme, Gas sowie von energienahen Dienstleistungen und der Betrieb der entsprechenden Netze. Die Kraftwerke Gera GmbH erzeugen Strom und Wärme in Kraft-Wärme-Kopplung.
Im September 2008 wurde der Grundstein für ein Kraftwerk in Wilhelmshaven gelegt. An dem Kraftwerk ist das Schweizer Energieunternehmen BKW Energie mit 33 % Prozent und die WSW Energie & Wasser AG mit 15 % beteiligt. Das Steinkohlekraftwerk hat einen Wirkungsgrad von 46 % (der durchschnittliche Wirkungsgrad von Steinkohlekraftwerken in Deutschland beträgt 38 %) und wurde Ende 2015 in Betrieb genommen.
GDF Suez und E.ON haben am 4. November 2009 nach Zustimmung durch die zuständigen Kartellbehörden einen bereits im Juli vereinbarten Tausch von Erzeugungskapazität vollzogen. GDF Suez erhielt von E.ON die Steinkohlekraftwerke Farge (351 MW Nettoleistung) und Zolling (472 MW Nettoleistung). Zudem erwarb GDF Suez am Standort Zolling Gasturbinen mit einer Kapazität von 50 MW sowie eine 50-%-Beteiligung an einer 20-MW-Biomasseanlage. Ein weiterer Bestandteil der Vereinbarung war die Kraftwerksgruppe Pfreimd, bestehend aus dem Pumpspeicherkraftwerk Reisach (99 MW), dem Laufwasserkraftwerk Trausnitz (1,8 MW) und dem Kraftwerk Tanzmühle mit einer Pumpspeicher- (28 MW) und einer Laufwasser-Anlage (3,3 MW). Des Weiteren erhielt GDF Suez Stromlieferverträge aus den Kernkraftwerken Krümmel, Gundremmingen und Unterweser im Gesamtvolumen von rund 700 MW. Im Gegenzug erhielt E.ON von GDF Suez das Steinkohlekraftwerk Langerlo (556 MW) und das Gaskraftwerk Vilvoorde (385 MW) sowie Stromlieferverträge aus den Kernkraftwerken Doel 1, Doel 2 und Tihange 1 im Gesamtvolumen von rund 770 MW mit Lieferpunkt in Belgien und den Niederlanden. Darüber hinaus besitzt die Engie-Gruppe in Deutschland Anteile an der Gasag und, über die Tochter GRTgaz, an der Gaspipeline Megal, sowie an der Gaspipeline BOG in Österreich.
Im September 2011 hat Storengy Deutschland Infrastructures als ein Unternehmen der GDF Suez die BEB Speicher (vor Umfirmierung in Storengy Deutschland Leine) übernommen, ein Tochterunternehmen der BEB Erdgas und Erdöl. Bestandteil der Übernahme sind die Erdgas-Untergrundspeicher Reitbrook und der Porenspeicher Uelsen sowie die Kavernenspeicher Lesum und Harsefeld inklusive des dazugehörigen Speichermarketings. Zusammen mit den GDF-eigenen Speichern stellt GDF Suez mit 14 Mrd. m³ Gas (unter Normbedingungen) den zweitgrößten europäischen Betreiber von Erdgas-Untergrundspeichern dar. Im September 2011 haben GDF Suez Energie Deutschland und WSW Energie & Wasser gemeinsam einen Windpark im unterfränkischen Helmstadt bei Würzburg gekauft. Die Wuppertaler Stadtwerke beteiligten sich mit einem Anteil von 49 %. Die Anlage soll etwa 30.000 Megawattstunden liefern (durchschnittlicher Verbrauch von 10.000 Haushalten). Der Windpark mit 12,5 MW Leistung (fünf Windkraftanlagen mit jeweils 2,5 Megawatt) wurde am 24. Juni 2012 offiziell eingeweiht.

## Kritik

### Geldbuße der EU-Kommission wegen Aufteilung von Märkten
Am 8. Juli 2009 verhängte die EU-Kommission Geldbußen von je 553 Mio. Euro gegen GDF Suez und E.ON/E.ON Ruhrgas. Im Rahmen der Planungen zum Bau der Megal-Pipeline wurden im Jahr 1975 Zusatzvereinbarungen über die Aufteilung von Gasmärkten in Frankreich und Deutschland getroffen. Den Unternehmen wird vorgeworfen, diese Marktabsprachen unzulässigerweise weiter praktiziert zu haben, obwohl diese, ursprünglich legalen Wettbewerbsabreden, nach der Öffnung der europäischen Gasmärkte seit August 2000 gegen EU-Recht verstießen. Beide Unternehmen erklärten, zu keinem Zeitpunkt gegen EU-Recht verstoßen zu haben und Klage gegen die Geldbußen zu erheben.

### Betrieb undichter Bohrschlammgruben
Engie betrieb eine Bohrschlammgrube in Brüchau in Sachsen-Anhalt für gefährliche Öl- und Gasabfälle, welche hochgiftig und radioaktiv sind. Die Bohrschlammgrube ist zur DDR-Zeit im Rahmen der regionalen Erdgasförderung entstanden. Nach Recherchen des WDR wusste der Konzern seit Mitte 2000, dass Schadstoffe aus der Deponie – darunter radioaktives Radium – ins Grundwasser gelangten. Dem WDR liegt unter anderem ein Gutachten aus dem Jahr 2000 vor, in dem stark erhöhte Werte des radioaktiven Radium-226 im Grundwasser rund um die Bohrschlamm-Deponie nachgewiesen wurden. Interne Schriftstücke aus dem Unternehmen belegen, dass GDF Suez spätestens seit Mitte 2000 von der Grundwasserverseuchung wusste. Eine daraufhin von dem Unternehmen beantragte „wasserrechtliche Genehmigung“, die den Weiterbetrieb der Deponie trotz der Grundwasserbelastung hätte legalisieren können, wurde von der zuständigen Bergbehörde im November 2002 ausdrücklich versagt.

### Kraftstoff- und Energielieferungen aus Russland
Die größten ukrainischen Energiekonzerne DTEK, Naftohas und Ukrenerho haben im April 2022 an westliche Versorger appelliert, die Zusammenarbeit mit Russland im Brennstoff- und Energiesektor wegen des Überfalls auf die Ukraine einzustellen. Dieser Appell richtete sich auch direkt an den Engie-Konzern.